# NGC 4309
NGC 4309 ist eine linsenförmige Galaxie vom Hubble-Typ SB0-a im Sternbild Jungfrau am Nordsternhimmel. Sie ist schätzungsweise 36 Millionen Lichtjahre von der Milchstraße entfernt. Die Galaxie wird unter der Katalognummer VVC 524 als Teil des Virgo-Galaxienhaufens gelistet.

Das Objekt wurde im Jahr 1881 von Christian August Friedrich Peters entdeckt.